# Факультет (фильм)
«Факультет» (англ. The Faculty) — американский научно-фантастический комедийный фильм ужасов режиссёра Роберта Родригеса. Картина была номинирована на премию «Сатурн» в категориях «Лучший фильм ужасов» и «Лучший молодой актёр» за игру Джоша Хартнетта. Фильм занял 432 место в списке 500 лучших фильмов ужасов по мнению пользователей сайта IMDb.

## Сюжет
Место действия фильма — старшая школа Хэррингтон в штате Огайо. Главные действующие лица — ученики: фотограф Кейси, капитан школьной команды по футболу Стэн, его девушка и капитан группы поддержки Делайла, наркодилер Зик, готичная Стокли и новенькая по имени Мэрибэт.
На футбольном поле Кейси находит странную личинку. На уроке биологии юноша показывает находку своему учителю — мистеру Ферлонгу. Тот решает, что этот паразит — новый вид, и собирается отослать его в университет, однако организм кусает его за палец. Стэн в душевой сталкивается с пожилой учительницей мисс Бруммель, которая ведёт себя крайне неадекватно.
Кейси и Делайла в учительской подслушивают разговор миссис Олсон и тренера; они говорят о неизбежности смерти мисс Бруммель, когда заходит медсестра Харпер. Двое нападают на неё, а Кейси и Делайла в чулане обнаруживают труп Бруммель. Ребята спасаются бегством и встречают учителя истории и директора мисс Дрейк. Когда медсестра спокойно выходит из учительской вместе с нападавшими, Кейси понимает, что они все заодно. Тем же вечером Кейси возвращается в школу с родителями и двумя полицейскими. Те обследуют чулан, но не обнаруживают труп. Мисс Дрейк приглашает полицейского в кабинет, слышен шум борьбы, но те выходят из кабинета как ни в чём не бывало. Родители подозревают сына в наркомании, а Кейси отказывается возвращаться в школу.
Утром студентов по очереди приглашают к директору. Кейси замечает, что у многих ребят изменилось поведение. Он высказывает предположение о сектантстве.
Делайла и Кейси решают заручиться помощью и рассказывают всё Стокли и Стэну. Все четверо решают зайти в кабинет биологии, чтобы проверить организм, помещенный в аквариум. В это время Зик ведёт Мэрибэт в кладовку, чтобы взять химикаты для своих наркотиков. Случайно они слышат разговор четвёрки о возможных причинах происходящей неразберихи. Студенты не обнаруживают недавно найденный организм, а в кабинет заходит мистер Ферлонг. Ребята делятся с ним догадками о вторжении пришельцев. Ферлонг нападает, Зик обезвреживает учителя, воткнув ручку с наркотиком тому в глаз. Студенты спешно покидают кабинет и едут к Зику.
Зик показывает свою нарколабораторию. Экспериментируя с личинкой, он помещает её в клетку подопытной крысы Оскара. Личинка завладевает Оскаром, а Зик убивает крысу и препарирует её. Эксперимент показывает, что наркотик-диуретик «Скат» (англ. scat) высушивает личинки и пригоден для борьбы с пришельцами, которые состоят, как оказалось, в основном из воды. Чтобы выявить «чужих» среди своих, студенты решают принять по дозе. Делайла оказывается пришельцем; она разрушает оборудование и сбегает. Студенты понимают, что у пришельцев должен быть предводитель, они договариваются убить «королеву», с тем чтобы освободить людей от личинок. Группа сходится во мнении, что «королева» не кто иная, как директор мисс Дрэйк.
Студенты добираются до спортзала школы. Неожиданно появляется мисс Дрэйк, и Кейси со Стэном хотят заставить её вдохнуть наркотик. Директор отказывается, Зик убивает её из револьвера. Но после выстрела мисс Дрэйк оживает, а Мэрибэт высыпает на неё весь «Скат». У компании кончается весь «Скат» — остатки только в машине Зика. Он и Кейси решаются на вылазку.
Выясняется, что настоящая «королева» не мисс Дрэйк, а Мэрибэт. Она нападает на Стокли, и та вместе с Кейси спасается в бассейне. Мэрибэт утаскивает Стокли в воду и заражает её. Вернувшийся Зик застаёт Мэрибэт обнажённой после метаморфозы. Она прошла проверку порошком хитростью: закрыла ноздри мембранами. Вскоре Зик оглушён в борьбе, а Кейси с запасами «Ската» заманивает Мэрибэт в обличье монстра в ловушку, запуская механизм складывания платформы со зрительскими местами. Он втыкает ей в глаз все оставшиеся ручки со «Скатом». «Королева» погибает, как и все личинки, которыми были заражены жертвы.
Эпилог: спустя месяц в колледже всё встало на свои места. Кейси прославился и начал встречаться с Делайлой, Стокли, отказавшаяся от готического стиля, встречается со Стэном. Зик записался в футбольную команду.

## В ролях
| Актёр                | Роль                        |
| -------------------- | --------------------------- |
| Элайджа Вуд          | Кейси Коннор                |
| Джош Хартнетт        | Зик Тайлер                  |
| Клеа Дюваль          | Стокли Митчелл              |
| Джордана Брюстер     | Дэлайла Профитт             |
| Шон Хэтоси           | Стэн Росадо                 |
| Лора Харрис          | Мэрибэт Луиза Хатчинсон     |
| Ашер                 | Гейб Сантора                |
| Кристофер Макдональд | Фрэнк Коннор (отец Кейси)   |
| Роберт Патрик        | тренер Джо Уиллис           |
| Фамке Янссен         | мисс Элизабет Бёрк          |
| Биби Нойвирт         | директор школы Валери Дрейк |
| Сальма Хайек         | медсестра Роза Харпер       |
| Джон Стюарт          | профессор Эдвард Ферлонг    |
| Саммер Феникс        | злая девушка                |
| Джон Абрахамс        | бойфренд злой девушки       |
| Эрик Джангменн       | первокурсник                |

## Аллюзии в фильме
- Кейси в разговоре со Стокли упоминает фильмы, в которых, по его мнению, содержится правда об инопланетянах: «Секретные материалы», «Неземное» («The Unearthly», фильм 1957 г.), «Люди в чёрном», «Список Шиндлера».
- Упоминаются фамилии режиссёров, которые, по мнению Кейси, могли быть непосредственно инопланетянами: Спилберг, Лукас, Зонненфельд, Эммерих.
- Неоднократно упоминаются два научно-фантастических романа американских прозаиков: «Похитители тел» Джека Финнея и «Хозяева марионеток» Роберта Хайнлайна (более известный под названием «Кукловоды» или «Повелители марионеток»).
- Фамилия директрисы Дрейк является намёком на уравнение Дрейка — формулу для расчёта количества цивилизаций в галактике Млечный Путь, с которыми люди могут вступить в контакт[4].
- Имя Делайла Профит может содержать в себе сразу две аллюзии: во-первых, это английский вариант ветхозаветного библейского имени Далила (англ. Delilah) из «Книги Судей Израилевых», коварной филистимлянки, подкупленной врагами Самсона и погубившей его; во-вторых, фамилия Профит (англ. Profit) является омофоном слова пророк (англ. prophet).
- Отсылкой к фильму «Терминатор 2: Судный день» выступает не только фигура Роберта Патрика, но и фамилия героя Элайджи Вуда: эту же фамилию носили Сара и Джон Конноры в серии фильмов «Терминатор». Более того, персонажа по имени Джон Коннор (англ. John Connor) сыграл актёр Эдвард Ферлонг (англ. Edward Furlong), и именно это имя было дано персонажу Джона Стюарта в «Факультете» (англ. Prof. Edward Furlong).

## Критика
- Ведущее издание «Variety» в посвящённой премьере фильма статье от 27 декабря 1998 г. называет «Факультет» «первосортным куском динамичного, знающего все свои плюсы и минусы жанрового треша» (англ. a rip-snorting hunk of giddy, self-aware genre trash)[5]. Вместе режиссёр и сценарист делают «из несущего нулевую социальную значимость фильма такую конфетку, что „Факультет“ вполне мог бы стать классикой киношной макулатуры» (англ. Together, they make a complete lack of socially redeeming value seem so much fun that "The Faculty" might well become a pulp classic). Издание одобрительно называет фильм «крышесносным заездом» (англ. E-ticket ride) и подчёркивает такие ключевые особенности работы режиссёра и сценариста, как «стиль превыше смысла» и «ссылка с фильма на фильм» (англ. style-over-substance, movies-referencing-movies). Называя кинокритиков «цепными псами культурности», издание с сожалением отзывается о негативных оценках, полученных фильмом. Действие в нём продвигается лихорадочно быстрым, но в то же время абсолютно выверенным шагом (англ. Film’s pace is frantic yet so well-engineered). «Факультет» представляет собой «коктейль из шуток про фильмы, понятных лишь посмотревшим, подкупающих своей игрой подростков, подтянувшихся на главные роли, и мощного саспенса» (англ. a canny cocktail of cineastic in-jokes, affectionate teenploitation and high-octane suspense). Идейное содержание, по мнению издания, провоцирует и сводится к одновременной пропаганде традиционных ценностей, употребления лёгких наркотиков и сопротивления гомофобии (англ. pro-recreational drug, pro-scholastic and anti-homophobic). «Variety» резюмирует обзор утверждением, что «Факультет» знаменует собой отход от единства названия с содержанием и представляет собой «искусную и своеобразную работу» (англ. crafty and distinctive enough).
- Журнал «New York Times» в статье «No Chance of Tenure» (Без шансов сохранить должность) называет «Факультет» «посредственным научно-фантастическим ужастиком, не открывающим ничего нового» (англ. This mediocre sci-fi horror film about an Ohio high school being taken over by thirsty space aliens intent on world domination breaks no new ground)[6]. Автор статьи сетует на вторичность фильма и проводит параллели с «Invasion of the Body Snatchers», «Alien» и «Scream».
- В статье журнала «Unreality» под названием «Факультет: жуткий фильм, зажёгший тысячу звёзд» (англ. The Faculty: The Awful Movie That Launched a Thousand Careers)[7] подчёркивается контраст между низким качеством показанной истории и звёздным составом исполнителей ролей. Пока «Факультет» относится к категории Б (англ. a B-movie), то есть к жанровому кино, и зачастую кажется журналисту фильмом для слабоумных (англ. just plain retarded), он подчёркивает тот факт, что лента просто «кишит звёздами» (англ. absolutely star-studded).
- Посвящённый научной фантастике, фэнтези и сверхъестественным ужасам журнал «Syfy Wire» опубликовал статью «57 мыслей, появившихся у меня во время просмотра Факультета» (англ. "57 thoughts I had while watching the Faculty") от 15 ноября 2017 г., в которой автор выражает мнение, что режиссёр намеренно снял фильм в неожиданном ключе. Поведение многих персонажей выглядит нелогичным и удивляет, что добавляет фильму оригинальность, для чего режиссёру даже не приходится вводить в кадр «обнажёнку» (англ. Nothing like boobs in the fourth act to wake you up)[8]. А диалоги Кевина Уильямсона полны остроумия (англ. a lot of quippy dialogue).
- Информационно-новостной сетевой журнал «IndieWire» публикует интервью с Элайджей Вудом от 18 сентября 2015 г. в статье под названием «Как Элайджа Вуд избавился от багажа „Властелина колец“ с помощью жанрового кино» (англ. How Elijah Wood Overcame the Baggage of ‘The Lord of the Rings’ With Genre Films)[9]. Сообщая о своём отношении к жанровому кино, традиционно включающему в себя научную фантастику и хоррор, Вуд высказывает мнение, что жанр ужасов «долгое время, по крайней мере, со времён „Факультета“, оставался значительно оболганным жанром» (англ. For a while, the horror genre in the U.S. — at least, from “The Faculty” on — was really a much-maligned genre). Жанр подростковых ужасов эксплуатировали все кому не лень, и пик этого пришёлся на «взрыв под названием Кевин Уильямсон» (англ. the Kevin Williamson explosion). Также актёр признался, что ожидал от режиссёра «чего-то интересненького», но это «интересненькое» обнаружило себя уже ближе к концу фильма (англ. I knew he’d do something interesting. But that was really coming at the tail-end of that horror film scene.).
- На DVD и VHS с фильмом указаны отрывки из рецензий Fox-TV, CNN и популярного издания Daily Mirror:Клёвый и страшный! (англ. Hip and scary!)
Fox-TVКрышесносный заезд! (англ. A thrilling ride!)
CNN«Сексуально, забавно, динамично и клёво!» (англ. «Sexy, funny, fast and hip!»)
Daily Mirror»* Оценка сайта «Common Sense Media»[10], «ведущей независимой некоммерческой организации, нацеленной на помощь детям успешно развиваться в мире СМИ и технологий» (англ. the leading independent nonprofit organization dedicated to helping kids thrive in a world of media and technology), 2 из 5, причём рецензия на сайте даётся в форме напутствия родителям, а музыкальный ряд охарактеризован как «кошмарный», состоящий из песен, «которые лучше бы стоило оставить в покое» (англ. a soundtrack sprinkled liberally with horrible '90s bands covering songs they should have left alone):Пошлый научно-фантастический ужастик из 90-х, много сквернословия, есть кровавые сцены (англ. Kitschy '90s sci-fi horror, lots of cursing, some gore)
- Французский портал «AlloCiné» публикует рейтинг фильма: 2,9 из 5 на основе мнения 7416 проголосовавших. Рейтинг профессиональных критиков: 3,4 из 5 на основе 9 статей[11]:

1. рейтинг «Ciné Live» 4 из 5;
2. рейтинг «Le Parisien» 4 из 5;
3. рейтинг «Mad Movies» 4 из 5: Заставляя вас то сожалеть об уходящей эпохе фантастики, то радоваться обновлению жанра в виде лоскутного одеяла из других ужастиков, Факультет остаётся очень приятным для просмотра фильмом.
4. рейтинг «Première» 4 из 5:(...) постановка эффектная, точная и «горячая» (...)
5. рейтинг «Télérama» 4 из 5:Факультет значительно превосходит качеством прочие голливудские постановки, отформатированные в духе клипов с MTV.  В нём чувствуется дух зла, подстрекательство к непослушанию и инициативность, которые не удалось спрятать за спиной масштабной темы современной научной фантастики.
6. рейтинг «Cinopsis.com» 3 из 5;
7. рейтинг «Le Monde» 3 из 5:Написанный сценаристом Крика, Факультет порой кажется оттиском с фильмов своего жанра (а подростки в главных ролях вероятнее всего «осядут» на обложках журналов), что не даёт ему шансов считаться не чем иным, кроме как искусно снятым фильмом категории Б.
8. рейтинг «Studio Magazine» 3 из 5;
9. рейтинг «Chronic’art.com» 2 из 5[12]:Если в Крике Крэйвен хотя бы играл с отсылками к разным фильмам (например, Хэллоуину Карпентера или собственному Фредди), то Факультет — это просто невразумительный ряд плагиата.

- Рейтинг IMDb 6,5 из 10 на основе 99 933 голосов. На сайте опубликовано 500 отзывов пользователей и 161 отзыв профессиональных критиков. Также портал публикует метасчёт (англ. metascore) 61 (по информации сайта Metacritic[13]) на основе 19 статей профессиональных критиков:

## Прокат фильма
В США фильм собрал $40 283 321, из них в первые выходные проката $11 633 495. Данный показатель позволил занять фильму 50-е место среди картин 1998 года между такими фильмами, как «Плезантвиль» и «Я всё ещё знаю, что вы сделали прошлым летом».

## Саундтрек
1. «Another Brick in the Wall (Part 2)» — Class of '99
2. «The Kids Aren't Alright» — The Offspring
3. «I’m Eighteen» — Creed
4. «Helpless» — D Generation
5. «School’s Out» — Soul Asylum
6. «Medication» — Garbage
7. «Haunting Me» — Stabbing Westward
8. «Maybe Someday» — Flick
9. «Resuscitation» — Sheryl Crow
10. «It’s Over Now» — Neve
11. «Changes» — Shawn Mullins
12. «Stay Young» — Oasis
13. «Another Brick in the Wall (Part 1)» — Class of '99